# Городок (Монастырщинский район)
Городо́к — деревня в Монастырщинском районе Смоленской области России. Входит в состав Соболевского сельского поселения. Население — 3 жителя (2007 год). 
Расположена в западной части области в 19 км к северу от Монастырщины, в 32 км западнее автодороги А141 Орёл — Витебск, на берегу реки Вихра. В 41 км восточнее деревни расположена железнодорожная станция Пересна на линии Смоленск — Рославль.

## История
В годы Великой Отечественной войны деревня была оккупирована гитлеровскими войсками в июле 1941 года, освобождена в сентябре 1943 года.